# Woodrow Wyatt
Woodrow Lyle Wyatt, baron Wyatt de Weeford (4 juillet 1918 - 7 décembre 1997) est un homme politique, auteur, journaliste et animateur britannique, d'abord travailliste, proche de la reine mère, et à la fin de sa carrière, de Margaret Thatcher et Rupert Murdoch. Pendant les vingt dernières années de sa vie, il est président de l'organisation de paris d'État The Tote.

## Jeunesse: 1918−1945
Né à Kingston upon Thames, dans le sud-ouest de Londres, Wyatt est le deuxième fils de Robert Harvey Lyle Wyatt, fondateur et directeur de la Milbourne Lodge School, Esher, et de sa femme Ethel Morgan. Né le jour de l'indépendance de l'Amérique, il porte le nom du président américain Woodrow Wilson .
Wyatt fait ses études au Eastbourne College et au Worcester College, à Oxford, où il étudie la jurisprudence et obtient un diplôme de deuxième classe en 1939. Il se porte volontaire pour le service militaire dix jours avant le déclenchement de la Seconde Guerre mondiale avec le Suffolk Regiment et atteint le grade de major. Wyatt est affecté en Normandie le lendemain du jour J et est mentionné dans les dépêches,,.
Il a failli passer en cour martiale après un échange acrimonieux avec l'un de ses officiers supérieurs,. Wyatt est ensuite affecté en Inde.
Wyatt édite dix volumes de English Story (1940-1950).

## Député: 1945-1955
Wyatt est élu aux élections de 1945 comme député travailliste de Birmingham Aston, jusqu'aux élections générales de 1955 lorsque les limites des circonscriptions sont redessinées.
Au cours de la mission du Cabinet en Inde en 1946 , il est agent de liaison informel entre la mission et la Ligue musulmane. Wyatt est membre du groupe de 15 députés travaillistes Keep Left . Dans la brochure du groupe, publiée en mai 1947, Wyatt critique l'échec du gouvernement à démobiliser les forces armées assez rapidement .
Clement Attlee nomme Wyatt sous-secrétaire au War Office en avril 1951, poste qu'il occupe pendant six mois jusqu'à ce que les travaillistes soient battus aux élections d'octobre 1951.
Il publie Into the Dangerous World en 1952. Après le redécoupage de son siège d'Aston, Wyatt ne trouve pas d'option plus intéressante que la circonscription de Grantham, détenue par les conservateurs, où il se présente en 1955, battu par 2 375 voix. Par coïncidence, Grantham est la ville natale de son amie des derniers jours Margaret Thatcher.

## Journalisme: 1955-1959
Edward R. Murrow de CBS choisit Grantham comme l'un des sièges à suivre lors des élections de 1955. Grace Wyndham Goldie, qui est à la tête du département des affaires courantes de la BBC, le regarde par hasard et est impressionnée par Wyatt,. Elle demande à Wyatt de se joindre à Richard Dimbleby pour présenter Panorama en tant que journaliste aux affaires étrangères du programme. Il écrit plus tard : « Mes apparitions à la télévision m'ont catapulté dans la gloire. . . . Nous avons eu une audience entre 9 et 14 millions de personnes. Quand je marchais dans la rue ou que j'entrais dans un lieu public, j'étais reconnu et mon autographe recherché".
En février 1956, lors du tournage d'une émission Panorama en Algérie, Wyatt et son équipe de télévision sont agressés par des colons français qui les prennent pour des Américains,.
En avril 1956, Bill Carron, membre de l'exécutif de l'Amalgamated Engineering Union (AEU), informe Wyatt que les communistes tentent de prendre le contrôle du syndicat en falsifiant les votes des dirigeants syndicaux. Il y a des élections à venir pour deux postes de l'exécutif et comme les communistes détiennent déjà trois des sept sièges, il y a une possibilité d'une majorité communiste. Wyatt écrit plus tard : « La menace pour l'économie et pour le Parti travailliste d'un énorme vote en bloc de l'AEU soutenant les politiques extrémistes lors des conférences travaillistes était évidente ». Le directeur général de la BBC, Sir Ian Jacob, autorise Wyatt à y produire un programme Panorama, qui est diffusé le 14 mai 1956 . Wyatt affirmz plus tard que son programme « a secoué le monde syndical. Le vote a augmenté de 40 pour cent. ... c'était suffisant pour vaincre les candidats communistes aux trois postes. L'AEU a été sauvée" .
En septembre 1956, il écrit une série d'articles dans l'Illustré sur la menace communiste pour les syndicats et donc, en raison de l'influence du vote syndical en bloc, pour le Parti travailliste. Ceux-ci sont republiés sous forme de brochure sous le titre The Peril in Our Midst. En octobre 1956, il signe une déclaration exhortant la Grande-Bretagne à participer au Marché commun.
En juin 1957, Wyatt visite l'Afrique du Sud sous l'apartheid pour Panorama. Il écrit plus tard que le traitement des Sud-Africains noirs est « pire que celui des esclaves dans l'Athènes antique ou à Rome » et que son programme a été « la première fois que des millions de personnes en Grande-Bretagne avaient un aperçu de ce à quoi ressemblait vraiment la vie en Afrique du Sud : le paradis sous un volcan vivant". Eric Louw, le ministre sud-africain des Affaires étrangères, dépose une plainte officielle auprès du gouvernement britannique au sujet du programme de Wyatt .
Après le programme de Wyatt sur le truquage des votes communistes dans l'AEU, Jock Byrne donne à Wyatt des documents contenant des preuves que, depuis la guerre, les communistes contrôlent l'Electrical Trades Union (ETU) en falsifiant les votes. Wyatt reçoit l'autorisation de Ian Jacob pour réaliser un programme Panorama sur la démocratie syndicale au sein de l'ETU. Cela est diffusé le 9 décembre 1957 et Wyatt met en lumière que Les Cannon a été privé de son élection à l'exécutif de l'ETU par le trucage des votes communistes. Comme les règles syndicales interdisent aux membres du syndicat de discuter des affaires syndicales en public, les membres de l'ETU sur le programme de Wyatt ont le visage caché. En janvier 1958, Wyatt écrit un article sur le sujet pour le New Statesman . En juillet 1961, le juge Win de la Haute Cour déclare que l'élection de 1959 pour le secrétaire général de l'ETU a été frauduleusement remportée par le communiste Frank Haxell et que Byrne est le secrétaire général,.
Il fait également campagne en faveur du scrutin secret obligatoire pour les élections syndicales, qui est finalement incorporé dans la loi sur l'emploi de 1988.
En janvier 1958, le Comité exécutif national du Parti travailliste rejette une demande du Parti travailliste de Holborn et St Pancras selon laquelle Wyatt devrait être retiré de la liste des candidats parlementaires potentiels en raison de son « activité anti-ouvrière »,.
Wyatt est une figure proche de l'Information Research Department (IRD), une branche secrète du ministère britannique des Affaires étrangères dédiée à la publication de désinformation, de propagande pro-coloniale et anti-communiste. L'IRD utilise des pots-de-vin pour convaincre Wyatt de publier une propagande anti-communiste, que l'IRD renforcerait en utilisant les missions diplomatiques britanniques pour la distribution,,. En raison de son rôle de principal débouché pour la propagande de l'IRD, Wyatt présente un grand intérêt pour les historiens qui étudient la guerre froide et la propagande britannique ,,.

## Député: 1959-1970
Il est réélu au Parlement en 1959 en tant que député de Bosworth, Leicestershire. Selon Wyatt, Gaitskell lui dit que le whip en chef de l'opposition, Herbert Bowden, a mis son veto à sa nomination au cabinet fantôme de Gaitskell.
Dans un discours prononcé devant la branche Hinckley de l'AEU en juin 1960, Wyatt qualifie le secrétaire général du Transport and General Workers' Union, Frank Cousins, de « tyran avec le vote de bloc ». Après la quatrième défaite électorale consécutive des travaillistes en 1992, Anthony Howard déclare que les propres preuves des sondages des travaillistes suggéraient que les travaillistes ne pourraient pas gagner une autre élection tant qu'ils étaient identifiés avec les syndicats : "La description de Woodrow Wyatt de feu Frank Cousins... comme " l'intimidateur avec le vote de bloc " n'était pas seulement une phrase dommageable : dans la perception de l'électorat du travail, elle a allumé une bougie qui ne s'est jamais vraiment éteinte ".
En novembre 1961, Wyatt écrit un article pour The Guardian et prononce un discours à Leicester, préconisant à chaque fois un pacte Lib-Lab pour maintenir les conservateurs hors du pouvoir ,. Selon Wyatt, un Gaitskell furieux lui téléphone en lui disant : « Pourquoi ne sortez-vous pas du Parti et arrêtez-vous de m'embarrasser ? . En janvier 1962, après que Wyatt ait répété cette idée dans un article pour le New Statesman, Gaitskell prononce un discours devant le Parti travailliste de Bosworth (en présence de Wyatt) pour la rejeter . Le secrétaire général du Parti travailliste, Morgan Phillips, écrit à Wyatt, l'avertissant qu'à moins qu'il ne renonce à son plaidoyer en faveur d'un pacte Lib-Lab, il serait expulsé du parti. Wyatt s'incline .
Il est considéré par certains comme un franc-tireur et par d'autres comme un homme aux convictions fermes qui le rendent par tempérament inapte à « suivre la ligne du parti ». Il se rebelle dans les parlements de 1964-1970 contre la nationalisation de l'acier. Ses treize entretiens avec Bertrand Russell sont publiés sous le titre Bertrand Russell Speaks His Mind en 1960. Wyatt est battu aux élections générales de 1970.

## Journalisme et The Tote: 1970-1997
Après avoir cessé d'être un homme politique actif, Wyatt est nommé par le ministre de l'Intérieur, Roy Jenkins, président du Horserace Totalizator Board de 1976 à 1997. Au début, il est un président actif, éradiquant la corruption, mais plus tard, il devient complaisant et le Tote stagne . Selon John McCririck : « The Tote a fait faillite et il l'a retourné. Il en a fait une force dans les paris. Quand il est devenu président, le Tote était un gâchis total, mais il l'a mis sur la carte par sa personnalité et son flair purs avec l'introduction de l'informatisation". Cependant, un comité restreint des affaires intérieures de la Chambre des communes produit un rapport critique à l'égard de Wyatt .
Wyatt est un journaliste prolifique, avec un éventail d'intérêts divers, et à la fin des années 1970, il traverse l'échiquier politique et devient un admirateur de Margaret Thatcher. Après l'élection de Thatcher en tant que chef conservateur en 1975, elle organise une réunion avec Wyatt. Il écrit plus tard : « Elle m'a conquis. La force de sa détermination et la simplicité de ses idées rationnelles non encombrées de confusion intellectuelle m'ont convaincu qu'elle était le premier chef de parti que j'avais rencontré, en dehors de Gaitskell, qui pourrait vérifier le glissement de la Grande-Bretagne et éventuellement commencer à l'inverser. Elle ne ressemblait pas beaucoup à une conservatrice, mais elle avait le Parti conservateur pour travailler pour elle, ce qui était un début utile" .
En juillet 1979, Roy Jenkins écrit dans son journal après avoir rencontré Wyatt et Thatcher : « Woodrow est en très bons termes avec elle, parle librement, facilement, sans gêne, dit tout ce qu'il veut ». Wyatt appelle généralement Thatcher après minuit ou le dimanche matin où il lui donne des conseils . Selon John Campbell, Thatcher n'a pas toujours accepté les conseils de Wyatt mais "ses ministres en ont eu marre de se faire dire ce que "Woodrow dit" à propos de telle ou telle politique". Il prétend que lorsque Geoffrey Howe s'est plaint dans ses mémoires que Thatcher préférait écouter ses « voix » privées plutôt que ses collègues et conseillers officiels, « c'était d'abord et avant tout à Wyatt qu'il pensait » .
Au cours de cette période, sa chronique News of the World, « La voix de la raison », est régulièrement attaquée par les opposants politiques de Thatcher. Sa chronique atteint un public d'environ dix-sept millions de lecteurs . Pendant ce temps, il s'oppose aux sanctions contre l'Afrique du Sud de l'apartheid, écrivant que Nelson Mandela et l'ANC tentent d'établir « une dictature noire de style communiste » . Wyatt se rend en Afrique du Sud en 1986 et lors d'une visite dans une réserve animalière, il voit des enfants noirs et blancs jouer ensemble, ce qui l'amène à dire : « Ce sont des camarades. Oh, si le reste de l'Afrique du Sud pouvait être comme ça" . Il interviewe le président Botha et lui demandz de lever l'interdiction de l'ANC .
Il est fait chevalier en 1983 et est créé pair à vie le 3 février 1987 avec le titre de baron Wyatt de Weeford, de Weeford dans le comté de Staffordshire. La famille Wyatt a vécu à Weeford au XVIIe siècle .
Son autobiographie, Confessions of an Optimist, est publiée en 1985.
Au milieu des années 1980, il joue un rôle clé auprès de Murdoch dans la négociation avec le syndicat des électriciens, aidant News International à déménager à Wapping . Il crée une entreprise de presse et d'impression avec sa troisième femme, qui échoue rapidement échoué . Le 31 août 1986, le Conseil de la presse censure Wyatt pour un article qu'il a écrit dans sa rubrique « Voice of Reason ». Wyatt déclare que bien que la population asiatique et noire de Grande-Bretagne se soit "généralement bien élevée", une partie importante de cette dernière est "sans foi ni loi, droguée, violente et inemployable" ,.
Après la chute de Thatcher en 1990, Wyatt soutient John Major. Cependant, il abandonne temporairement son soutien à Major après qu'il a limogé son chancelier, Norman Lamont, en 1993. Wyatt aide Lamont à rédiger son discours de démission .
En 2000, la journaliste Petronella Wyatt (en), sa fille de son quatrième mariage, publie un livre intitulé Father, Dear Father : Life with Woodrow Wyatt.

## Les journaux
Les journaux intimes caustiques, candides et malicieusement indiscrets de Wyatt sont publiés à titre posthume en trois volumes sous le titre The Journals of Woodrow Wyatt par Macmillan et édités par Sarah Curtis. Ce sont : Volume 1, 1985-88 (1998) ; Volume 2, Thatcher's Fall and Major's Rise, 1989-1992 (1999); et Volume 3, From Major to Blair (2000), qui couvre la période allant de 1992 jusqu'à trois mois avant sa mort en décembre 1997.
Andrew Neil dans le New Statesman écrit à propos des journaux : « Wyatt a rendu service au pays en nous donnant la vérité sans mélange sur la façon dont l'élite dirigeante et sociale de ce pays fonctionne toujours », et le Daily Express  qualifie les journaux de « mémoires politiques les plus explosifs. des temps modernes". Cependant, l'historien Robert Rhodes James « a conseillé d'être prudent en les croyant : « Même si le chroniqueur n'essaie pas de donner une version délibérément fausse, un écrivain talentueux peut facilement dramatiser à l'excès. . .' Il existe de nombreuses preuves internes que Wyatt devrait être approché avec la même prudence. »  Lord Blake, l'historien conservateur, a qualifié Wyatt de « menteur notoire ».
Charles Moore, le biographe autorisé de Thatcher, affirme que les journaux de Wyatt "sont une bonne source pour les remarques et les attitudes "hors service" de nombreuses personnalités de l'époque, notamment Mme Thatcher. Ils révèlent souvent ses réactions privées à des événements publics lorsqu'elle se considérait comme parmi des amis" .

## Vie privée
Wyatt se marie quatre fois avec :
- Première (div) : Susan Cox, pas de descendance [59]. Elle était étudiante à Oxford [45].
- Deuxième (div) : Nora Robbins, pas de descendance [59]. Elle était sa secrétaire [45].
- Troisième (1957, dissous en 1966) : Lady Moorea Hastings (1928-2011) fille du 16e comte de Huntingdon et petite-fille de Luisa Casati, dont un fils : Hon. Périclès Plantagenêt James Casati Wyatt [60].
- Quatrième (1966): Veronica "Verushka" Banszky von Ambroz (née Racz), une Hongroise et veuve d'un chirurgien[59];  une fille : la journaliste Petronella Aspasia Wyatt (née en 1968).

Il s'est arrangé pour que des cousins s'occupent de son premier enfant lorsque sa femme a clairement fait savoir qu'elle n'était pas intéressée à le faire . Lorsqu'ils divorcent, il obtient la garde de son fils.
Wyatt est un cousin germain du joueur de cricket anglais Bob Wyatt . Il est un descendant de la famille architecturale Wyatt ,,.
Il est cousin germain d'Honor Wyatt, la mère du musicien Robert Wyatt, dont l'alliance avec le Parti communiste de Grande-Bretagne, juxtaposée à la politique de droite de Woodrow Wyatt, conduit Robert Wyatt à qualifier son parent d'"homme épouvantable avec une attitude sadique" .
Il meurt à Camden, au nord de Londres, à l'âge de 79 ans . Il est enterré dans le cimetière de St Mary à Weeford, juste au sud de Lichfield, dans le Staffordshire, où la famille Wyatt est originaire.

## Ouvrages
- Dans le monde dangereux (1952).
- Vers le sud depuis la Chine : une enquête sur l'Asie du Sud-Est depuis 1945 (1952).
- Le péril au milieu de nous (1956).
- Bertrand Russell parle son esprit (1960).
- Tournez à nouveau, Westminster (1973).
- Quelle est la gauche du parti travailliste ? (1977).
- Au Point (1981).
- Confessions d'un optimiste (1985).